# Javier Barón
Javier Barón (* 1. Juli 1963 in Alcalá de Guadaíra), eigentlich Francisco Javier Álvarez Rico, ist ein spanischer Flamenco-Tänzer und Choreograf.

## Kindheit und Jugend
Der junge Javier Álvarez begeisterte sich bereits in seiner Kindheit für den Tanz. Im Alter von 6 Jahren tanzte er gemeinsam mit einem gleichaltrigen Mädchen zum Abschlusswettbewerb seiner Schulklasse einige Sevillanas. Dieser Erfolg gab ihm und seinen Eltern Ansporn, und so schrieben sie ihn in einer Tanzakademie ein. Mit 10 Jahren wechselte er nach Madrid, um unter der Obhut seines Onkels Manolo Rico, einem Torero, eine professionelle Tanzausbildung „bei den besten Lehrern“ zu erhalten. Dieser Onkel verschaffte ihm auch Auftritte in den Tablaos von Madrid, stets verbunden mit dem Risiko, sich für diese Auftritte eines Kindes eine Strafanzeige einzufangen. Bei einem Auftritt im Tablao Los Cabales entdeckte ihn 1975 Luisillo und engagierte ihn für seine Kompanie. Mit ihr unternahm er, begleitet von seiner Mutter, seine ersten Auslandsreisen nach Italien, Australien, Neuseeland, und Japan. Vor Papst Paul VI. tanzte die Kompanie ein Ballett mit biblischem Thema, El convite, und erhielt den päpstlichen Segen, was dem jungen Javier viel bedeutete.
Anschließend tanzte er in den Kompanien von Rafael de Córdova und Rafael Alguilar. Unter Anleitung einer Reihe hervorragender Tänzer perfektionierte er seine Fähigkeiten, unter ihnen Tomás de Madrid, Toni el Pelao, Faíco, Manolete, El Güito und ganz besonders Ciro. 1977 trat er beim nationalen Flamenco-Wettbewerb in Córdoba auf und errang dort eine ehrende Erwähnung. In den folgenden Jahren trat er unter dem Namen Francisco Javier auf Flamenco-Festivals in Andalusien auf, beispielsweise beim Festival Antonio Mairena  in Mairena del Alcor und beim Festival Joaquín de la Paula in Alcalá de Guadaíra. 1980 trat er beim Wettbewerb Gente Joven beim Fernsehsender TVE an. Mit einer Farruca, einigen Alegrías, einem Taranto und einigen Tangos gewann er den ersten Preis. Danach trat er drei Monate lang in Monte-Carlo auf. 1981 wurde er schließlich ins Ballet Nacional de España aufgenommen, das damals von Antonio Ruiz Soler geleitet wurde.

## Künstlerische Entwicklung
Seinen eigenen Worten zufolge nutzten ihm die Erfahrungen, die er beim Ballet Nacional machte, als Grundlage für seine gesamte spätere Laufbahn. Er erweiterte dort sein Repertoire um eine ganze Reihe von Tanzformen, insbesondere den klassischen Tanz und den Bolero. Allerdings ging dies etwas zu Lasten seiner Perfektion im Flamenco, und so riet ihm sein Mentor Ciro nach einiger Zeit, das Ballet Nacional zu verlassen. 1985 folgte er diesem Rat und trat in die Kompanie von Ciro ein. Mit dessen Choreografie Torero trat die Kompanie beim Festival in Jerusalem auf.
1987 trat er mit einer technisch sehr anspruchsvollen Interpretation einiger Bulerías por Soleá und Alegrías sowie einer Farruca erneut beim Fernsehsender TVE auf. Bei dieser Gelegenheit nahm er seinen endgültigen Künstlernamen Javier Barón an, dazu angeregt von Romualdo Molina, dem Programmdirektor für Flamenco bei TVE.
1988 gewann er den Wettbewerb um den Giraldillo-Preis. Dabei setzte er sich zur allgemeinen Überraschung gegen die Konkurrenz von Isabel Bayón, Anunciación la Toná, Lola Flores, El Mimbre und El Mistela durch. Das Preisgericht bestand aus dem angesehenen Kritiker Ángel Álvarez Caballero, Caracolillo, Juan Morilla, Manolo Marín, Manuel Ríos Ruiz, Mario Maya, Pilar López, Rosario und Teresa Martínez de la Peña. Mit dieser Auszeichnung hatte er seine künstlerische Perfektion bewiesen. Die Bühnen für seine weitere Karriere standen ihm nun offen.

## Junge Karriere
Im selben Jahr begleitete Javier Barón mit seiner perkussiven Fußtechnik Carmen Linares auf ihrer CD Cantaora und ein Jahr später in gleicher Weise auf Gerardo Núñez’ CD Flamencos en Nueva York. Gemeinsam mit dem Gitarristen Serranito unternahm er eine Tournee durch Polen, die Tschechoslowakei, Rumänien, Jugoslawien, Bulgarien und Ungarn. Persönlich sehr wichtig war ihm der erneute Auftritt in seiner Heimat beim Festival in Mairena del Alcor.
Die 1990er Jahre begannen mit intensiver Arbeit: Im Jahr 1990
- tanzte er in der Universität Sevilla,
- reiste er mit der Show Estrellas de la Bienal unter Leitung von José Luis Ortiz Nuevo nach Japan,
- trat er auf dem Festival de Teatro Flamenco in der Alhambra auf,
- desgleichen bei der Muestra de Flamenco Joven in Málaga,
- tanzte er bei der Biennale in Sevilla,
- trat er gemeinsam mit Eva Yerbabuena in New York auf,
- tanzte er bei der Misa Flamenca in Fuenlabrada.

Im selben Jahr wurde er mit der Goldmedaille seiner Geburtsstadt Alcalá de Guadaíra ausgezeichnet.
Seine herausragenden Auftritte waren 1991 seine Darbietung in Estrellas de la Bienal im Teatro de la Maestranza in Sevilla, die Eröffnungsfeier des Auditorio de la Cartuja in Sevilla und seine Teilnahme an den Festivals in Barcelona und in Alcalá de Guadaíra. Erneut erschien er in diesem Jahr in einem Fernsehprogramm von TVE.
1992 tanzte er mit Sara Baras bei der Biennale von Lyon und im Kongresspalast von Paris. Bei der Biennale von Sevilla nahm er an José Luis Ortiz Nuevos Inszenierung Mediterráneo teil, einem Drama um Liebe und Tod, Hoffnungen und Enttäuschungen, mit Airs, Fandangos, Rondeñas, Malagueñas, Granaínas, Tarantas, Cartageneras und Tarantos. Javier Barón präsentierte eine von ihm selbst gestaltete Rondeña auf der Bühne. In zartem Dialog mit seiner Tanzpartnerin Milagros Mengíbar ging das Stück in einen dramatischen Taranto über.
1993 setzte er seine Zusammenarbeit mit Sara Baras fort. Sie tanzten beim Festival von Cáceres. Im Garten des königlichen Alcázar von Sevilla inszenierten sie ihre Show ¡Mira qué flamenco! Javier Barón tanzte als Solonummern eine Farruca, einen Taranto und einige Tangos und gemeinsam mit Sara Baras eine Caña.
1994 ging er gemeinsam mit Paco Peña in Australien und Japan auf Tournee. Anschließend sah man ihn auf den Festivals in Mairena del Alcor und in Sevilla. Er zeigte dort einige herausragende Bulerías por Soleá, die er Antonio Ruiz Soler widmete. 1995 unternahm er einige Auslandsreisen. Unter anderem trat er anlässlich der spanischen Kandidatur für die olympischen Winterspiele in Japan auf und tanzte beim internationalen Festival des Prinzen von Monaco.

## Die eigene Kompanie
1996 schuf Javier Barón die Grundlagen für einen lange gehegten Traum: die eigene Kompanie. Es begann mit einem Auftrag von Juan Antonio Maesso, die Regie für eine Tanzaufführung am Centro Andaluz de Danza zu übernehmen. Gemeinsam mit Ramón Oller bereitete er Pájaro negro vor, das 1997 auf der Bühne erscheinen sollte. Er konnte sich aber nicht ganz auf die Arbeit mit seinen Tänzerinnen und Tänzern konzentrieren, weil er in Vertretung von María Pagés, die auf USA-Tournee weilte, für einige Zeit die Leitung der Compañía Andaluza de Danza übernahm. Als Solist trat er in jenem Jahr beim Festival Flamenco de Caja in Madrid auf, sowie bei der Noche de Contrastes Hondos in Sevilla, beim internationalen Tanzfestival Tanz 96 in Wien, bei De Joven Arte Flamenco in Graz und erneut beim Festival von Alcalá de Guadaíra. Anlässlich der Biennale von Sevilla tanzte er in Carmen Linares’ Show La mujer en el cante. Auf ebendieser Biennale war er ein zweites Mal auf der Bühne zu sehen, nämlich in Por aquí te quiero gemeinsam mit Rafael Campallo und Israel Galván unter der Regie von Manuel Soler. Letzteres Stück machte Furore und wurde über die Biennale hinaus in einer Reihe von Zentren des Flamencos aufgeführt, von Córdoba, Jerez, Granada bis nach Havanna. Last but not least unternahm Javier Barón gemeinsam mit Serranito eine zweimonatige Tournee nach Kanada.
1997 erhielt er finanzielle Förderung von der andalusischen Regionalregierung für die Gründung seiner eigenen Kompanie. Für das choreografische Konzept arbeitete er mit dem innovativen und risikobereiten katalanischen Tänzer und Choreografen Ramón Oller zusammen. Im Juli 1997, anlässlich des Festival de Teatro y Danza in Niebla, feierte Pájaro negro schließlich Premiere. Das Stück besteht aus zwei Teilen: Der erste Teil, Azul añil, enthält keine eigens geschaffenen Neuerungen, sondern besteht aus fertigen Einzelstücken aus dem bisherigen Schaffen der beiden Choreografen. Das Resultat ist lebendiges, modernes Flamenco-Tanztheater. Der zweite Teil, Callejón de los trapos, choreografiert von Javier Barón, scheint ganz im klassischen Flamenco verwurzelt zu sein. Es wird zu den klassischen Palos getanzt: Seguiriyas, Nanas, Martinetes, Soleares por Bulería, Tanguillos, Zapateados, Tarantos und Verdiales por Bulerías. Diese werden jedoch angereichert mit eigenen, modernen Ideen von Javier Barón. Die gemeinsame Interpretation von Javier Barón mit Belén Maya, seiner Primaballerina, und das exzellente Ensemble entsprachen in jeder Hinsicht den hohen Erwartungen des Publikums. So machte das Stück die Runde und wurde auf den bedeutenden Tanzfestivals aufgeführt, unter anderem 1998 in Barcelona beim El Grec und 1999 bei Madrid en Danza. Das Jahr 1997 beschloss Javier Barón mit einem Beitrag zu einem Flamenco-Gottesdienst, Gloria a la Gloria.
1998 trat er beim Festival von Vic und beim keltischen Musikfestival in Glasgow auf. Vor allem aber schuf er für die Biennale von Sevilla sein zweites Werk: Solo por arte. Gemeinsam mit José Antonio, Isabel Bayón und Los Activos entwickelte er das Konzept. Es sah vor, die verschiedenen Tänze nahtlos aneinander zu binden. Jeder Palo eine Einladung an die nächste Tänzerin, den nächsten Tänzer, fließende Übergänge zwischen den Rhythmen, den Emotionen, den Personen, teilweise solistisch und teilweise im Paartanz oder in Gruppen vorgetragen. José Helguera gestaltete die Dramaturgie. Es tanzten Isabel Bayón, José Antonio, Javier und das Ensemble zum Gesang von Antonio, Cristóbal Carrasco und José Méndez. Javier Patiño und El Juani spielten die Gitarren und Gerardo Rojas die Perkussion. Der Abend wurde zu einem der Höhepunkte bei der Biennale von Sevilla. Insbesondere der Paartanz von Javier und José Antonio, eine Bulería por Soleá, riss das Publikum von den Stühlen. Nach der Biennale war das Werk auf den Bühnen von Segovia, Granada, Palma de Mallorca, Madrid, Holguín, Palma del Río, Córdoba und Jerez zu sehen. Anlässlich des Jubiläums von Canal Sur 2 erschien es im Fernsehen.

## Hommagen
1999 nahm Javier Barón als eingeladener Gaststar an der Homenaje a Antonio Ruiz Soler der Compañia Andaluza de Danza teil. Zur Choreografie von José Antonio verkörperte er gemeinsam mit Isabel Bayón das legendäre Tanzpaar Rosario y Antonio. Ferner choreografierte er für diese Kompanie Un ramito de locura. Der Titel bezieht sich auf ein populäres kleines Gedicht:

«A mí me daba, me daba | un ramito de locura | cuando de ti me acordaba.»

„Mir gabst du, gabst du | ein Zweiglein Narretei | als ich an dich dachte.“

Das Stück ist laut Javier Barón „der verflossenen, gegenwärtigen und künftigen Liebe gewidmet, jener Liebe, die wir alle jemals in unserem Leben gespürt haben“. Zur Gitarre von Juan Carlos Romero wurden traditionelle Palos getanzt: Soleá por Bulerías, Seguiriya, Jaleo, Alegrías, Tangos und Rondeña. Speziell für die Granaína und den Fandango komponierten Mariano Campallo und Paco Iglesias die Musik.
Weitere bedeutende Auftritte in jenem Jahr waren sein Beitrag als eingeladener Gaststar zum 20-jährigen Jubiläum des Ballet Nacional de España und seine Darbietung beim Día Internacional de la Danza in Madrid.
Zur Biennale von Sevilla 2000 präsentierte er mit Baile de hierro, baile de bronce eine Hommage an Vicente Escudero: Eine respektvolle Annäherung an das berühmte Vorbild, jedoch ohne Bestreben, diesen zu imitieren:

«No pretendo bailar como él. […] Bebemos de su espíritu de libertad.»

„Ich gebe nicht vor, zu tanzen wie er. (…) Wir trinken von seinem Sinn für Freiheit.“

Der Anstoß, sich mit Vicente Escudero zu beschäftigen, kam von der Vereinigung España Abierta, die die Zeitschrift La Caña verlegte. Sie gab Javier Barón den Auftrag, für die Eröffnungsfeier einer Ausstellung zu Escudero eine passende Choreografie zu liefern. Javier Barón fand Interesse an den Ideen Escuderos, sah sich Aufzeichnungen seiner Auftritte an, las seine Texte und studierte seine Zeichnungen. So entstand eine detailliert durchdachte, nahezu akademische Reflexion von Escuderos Persönlichkeit. Faustiño Núñez gestaltete die Musik, Juan Dolores Caballero die Dramaturgie und José Helguera die Bühnenausstattung. Dokumentarische Medieneinspielungen ergänzten die Inszenierung: Stimmen und Geräusche aus dem Off, Projektionen von Bildern Escuderos, weiße Stiefel, wie Escudero sie zu tragen pflegte, und Skulpturen im Stil seiner kubistischen Zeichnungen. Die tänzerische Interpretation richtete sich streng nach Escuderos Decalogo, seinen zehn Geboten für „reinen, männlichen Tanz“. Einleitung und Schluss der Inszenierung konnte nichts anderes sein als die Seguiriya – jener klassische, tragisch-dramatische Gesang, zu dem Vicente Escudero als Erster eine tänzerische Interpretation gewagt hatte. Dazwischen kamen die Zambra, Alegrías, Zapateado, Farruca und Soleá por Bulerías zum Zuge. Texte und Liedstrophen, die Vicente Escudero schrieb, ergänzten die Aufführung.
Thematisch gliederte sich das Stück in fünf Teile: Die Theorie, die Anfänge, der Werdegang, die Exzellenz und das Vermächtnis. Es fand begeisterte Aufnahme bei Publikum und Kritik. Nach der Biennale wurde es unter anderem in Madrid, Paris, im kalifornischen Santa Barbara und selbstverständlich in Vicente Escuderos Geburtsstadt Valladolid aufgeführt.
Zur Biennale 2002 brachte Javier Barón Dime auf die Bühne, eine Hommage an Federico García Lorca. In Form eines lockeren Divertimentos zeigte es die heiteren Aspekte von García Lorcas Leben und Schaffen. Man wolle einen vitalen, heiteren Menschen zeigen, nicht den Dichter der Museen, der Jubiläen und der Toten, sagten Javier Barón und seine Dramaturgin Pepa Gamba. Die Handlung spielt in der Huerta de San Vicente, der Sommer-Finca der Familie García Lorca. Sechs Freunde haben sich im Garten zusammengefunden, verkörpert von Javier Barón, Manuel Soler, José Luis Ortiz Nuevo, Diego Carrasco, Juan José Amador und Javier Patiño. Jeder von ihnen verkörpert auf seine Weise den Dichter, rufen eine seiner heiteren Sommernächte ins Leben. Einige singen, andere spielen die Gitarre, und schließlich tanzen alle.
Auch diese Aufführung fand allgemeinen Zuspruch. Der Kritiker Ángel Álvarez Caballero nannte sie „ein kleines Meisterwerk“. Rosalía Gómez nannte es im Diario de Sevilla einen Glücksfall und eine angenehme Überraschung, im Flamenco eine solch heitere Darbietung sehen zu dürfen, und Marta Carrasco schrieb in der Zeitung ABC:

«Y nos ‹jartamos› de applaudir deseando que tal disfrute y goce siguiera eternamente.»

„Und wir ‚sprudelten‘ vor Applaus und wünschten, dass dieser köstliche Genuss niemals enden möge.“

Dime wurde bei der Biennale mit drei Preisen ausgezeichnet: Dem Giraldillo für das beste Originalstück, dem Giraldillo für die beste Begleitungsgruppe und dem Giraldillo für die beste Dramaturgie.

## Arbeit in jüngerer Vergangenheit
Javier Barón beteiligte sich mehrmals am Flamenco-Zyklus der Stiftung El Monte in Sevilla:
- 2003 mit Notas al pie an der Seite von Isabel Bayón als eingeladener Primaballerina;
- 2004 mit Flamenco y punto;
- 2006 mit Dos voces para el baile.

Er trat unter anderem auf:
- 2003 beim Festival de Caja in Madrid;[27]
- 2003 bei A corazón abierto in Madrid;[28]
- 2003 beim Festival Ciutat Vella in Barcelona;
- 2003 beim Festival in Mont-de-Marsan;[29]
- 2004 beim Flamenco-Kongress in Mairena del Alcor;[30]
- 2004 in der Oper von Tokio.

Bei der Biennale 2006 in Sevilla errang er erneut einen Giraldillo für seinen Auftritt in Los Juncales. Für das Festival von Jerez 2007 schuf er Meridiana; eine lebhafte, unterhaltsame Flamenco-Show. Sein zweites Werk von 2007, El Gitanito esquizofrénico, beruht auf einem „tanzbaren Buch“; einer Erzählung von David Pielfort. Es ironisiert die schizophrene Beziehung zwischen dem Gitano und dem weißen Spanier, die beide aus ihrer Rolle schlüpfen möchten: Der Gitano möchte gerne ein feiner Herr sein und kleidet sich entsprechend; der weiße Spanier und Flamenco-Fan möchte gern ein Gitano sein. Das heitere Stück wurde anlässlich der Biennale von Málaga 2007 aufgeführt.
2008 wurde Javier Barón der Premio Nacional de Danza verliehen.
Seitdem war er unter anderem zu sehen:
- beim Festival von Jerez 2012;[36]
- bei Carmen Linares’ Retrospektive 2012 in Madrid;[37]
- bei den Flamencotagen von Fuenlabrada 2012;[38]
- gemeinsam mit der Sängerin Esperanza Fernández in Salvador Gutiérrez’ Schöpfung Arrabales bei der Biennale 2012 in Sevilla;[39]
- 2013 in Sevilla mit Barón y la música;[40]
- 2013 in Córdoba beim internationalen Flamenco-Kongress;[41]
- 2014 in La Unión bei einer erneuten Retrospektive von Carmen Linares;[42]
- 2014 in Madrid mit der Hommage Morente vive an Enrique Morente;[43]
- 2015 in Sevilla mit Encuentro en el baluarte, seinem Eröffnungswerk zur neu gegründeten, alle zwei Jahre stattfindenden Festival Septiembre es Flamenco;[44]
- 2016 bei der Biennale von Sevilla;[45]
- im August 2018 in Sevilla in El salón de baile von Rafaela Carrasco;[46]
- zuletzt im September 2018 bei der Biennale von Sevilla gemeinsam mit Rubén Olmo und Tamara López in Rafaela Carrascos Produktion Una indagación espectacular.[47]

## Stil und Rezeption
Javier Barón gilt als beispielhaft unter den Tänzern seiner Generation. Sein Tanz verbinde in harmonischer Weise Fertigkeit und Gefühl, schrieb José Luis Navarro García über ihn. In El pájaro negro habe er gezeigt, dass er die heitere Tanzkunst beherrsche, in Baile de hierro, baile de bronce habe er Ernst und Strenge bewiesen, und in Dime habe er seine Kreativität glänzen lassen. Er verbinde in vorbildlicher Weise die Treue zur Tradition mit einem ganz persönlichen Stil, mit einer Natürlichkeit, die die schwierigsten Dinge leicht erscheinen lasse.
Ángel Álvarez Caballero schrieb anlässlich der Flamencotage von Fuenlabrada, dass sein mittlerweile fortgeschrittenes Alter Javier Barón nicht unbedingt geschadet habe. Er brilliere immer noch mit seinem persönlichen Stil, mit ausgeprägter Fußtechnik, mit anmutigem Spiel seiner Arme und Hände.